# Schweizer Berghilfe
Die Schweizer Berghilfe (französisch Aide suisse à la montagne, italienisch Aiuto svizzero alla montagna, rätoromanisch Agid svizzer per la muntogna) ist eine Non-Profit-Organisation, die statutengemäss nachhaltige und zukunftsgerichtete Projekte für die Schweizer Bergbevölkerung unterstützt.

## Stiftungszweck
Die Stiftung hat zum Ziel, die Lebensgrundlagen der Menschen im Berggebiet zu verbessern, damit diese in einem gesicherten wirtschaftlichen, sozialen und natürlichen Umfeld leben können. Bereits bei der Gründung galt die «Hilfe zur Selbsthilfe» als Leitmotiv. Die Organisation ist nach eigenen Angaben unabhängig und unterstützt Initiativen in den Bereichen Land- und Alpwirtschaft, Wald und Holz, Tourismus, Energie, Bildung, Gewerbe und Gesundheit. In Notsituationen leistet sie Soforthilfe.
Die Stiftung wird ausschliesslich durch Spendeneinnahmen, Erbschaften oder Legate finanziert und erhält keine Subventionen. Unterstützungsanträge werden nach klar definierten Vergaberichtlinien durch ehrenamtlich tätige Experten geprüft.

## Geschichte
Im Jahr 1942 nahm die «Kommission für soziale Arbeit in Berggegenden» (KOSAB) ihre Tätigkeit auf. Sie stellte 1943 ihrem Namen die Bezeichnung «Berghilfe» voran.
In der politisch und konfessionell neutralen Berghilfe vereinigten sich 1944 alle grossen, gemeinnützig tätigen Organisationen wie Pro Juventute, Schweizer Heimatwerk, Winterhilfe, Caritas, SGG und Schweizer Patenschaft für Berggemeinden. Die Zusammenarbeit mit der Schweizerischen Arbeitsgemeinschaft für die Berggebiete (SAB) wurde ausdrücklich vorgesehen. Im Jahr 1946 schränkte die Berghilfe ihre Aufgaben auf soziale Arbeit im engeren Sinne ein. Mit dem Lichtbildervortrag Die Berghilfe packt an machte die Berghilfe 1948 vermehrt auf sich aufmerksam.
Die «Schweizer Berghilfe» etablierte sich 1953 als Verein mit dem Zweck, die geistige und materielle Wohlfahrt in den Berggegenden zu fördern. Sie hatte den Sitz in Zürich. Die Stiftung Zewo verlieh der Schweizer Berghilfe im Jahr 1953 das Zewo-Gütesiegel für gemeinnützige Organisationen.
Im Jahr 1975 wurde die Schweizer Berghilfe von der Erbschaftssteuer befreit. Der Einsatz der Experten zur Abklärung und Beurteilung der Gesuche wurde detailliert geregelt und neue Richtlinien für die Beurteilung wurden erstellt. Die Tätigkeit beschränkte sich ab jetzt auf die Verbesserung der wirtschaftlichen Existenzgrundlagen und der Lebensbedingungen. Mit der Einführung von Kontrollbesuchen 1978 sollte die Verwirklichung der Projekte überprüft und das Interesse der Schweizer Berghilfe aufgezeigt werden. Der Spendenprospekt erreichte 1983 zum ersten Mal alle Schweizer Haushaltungen.
In den 1990er Jahren wurde die Hilfeleistung auf weitere Gebiete ausgedehnt: Seit 1991 sind auch Handwerksbetriebe als beitragsberechtigt anerkannt, sofern sie für die Erhaltung der lokalen Gemeinschaften wichtig sind. 1995 führte die Berghilfe in Zusammenarbeit mit der Rega eine Grossaktion zur Evakuation Not leidender Tiere durch, die nach starkem Schneefall in den Alpen eingeschlossen waren. Im gleichen Jahr wurde die «Schweizer Berghilfe» als Marke geschützt. Seit 1995 unterstützt die Berghilfe die «Koordinationsstelle für Arbeitseinsätze im Berggebiet», die heute «Bergversetzer» heisst. Die Kleidersammlungen wurden 1997 unter der Regie der Solitex GmbH neu strukturiert.
Für die gravierenden Folgen des Hitzesommers 2003 stellte die Berghilfe eine halbe Million Franken zur Verfügung. Dieser Betrag wurde im Frühling 2004 verdoppelt, nachdem rund 1000 Unterstützungsgesuche eingegangen waren.
Im Jahr 2005 erfolgte die Umwandlung der Organisation in eine gemeinnützige Stiftung unter eidgenössischer Aufsicht. Nach den schweren Unwettern im August 2005 wurden 267 Projekte mit 900 000 Franken unterstützt. 2018 feierte die Berghilfe ihr 75-Jahr-Jubiläum mit diversen Aktivitäten. Im Hitzesommer 2018 hatten viele Alpen mit Dürre zu kämpfen. Die Berghilfe finanzierte für die betroffenen Gebiete Wassertransporte per Helikopter im Umfang von rund 60 000 Franken.

## Leitung

### Präsidenten
- Alfred Siegfried: 1943–1952
- Hans Farner: 1952–1975
- Lorenz Zollikofer: 1975–1980
- Peter Brechbühl 1980–1994
- Marx Kobler: 1994–2000
- Peter König: 2000–2001
- Adolf Ogi: 2001–2006
- Franz Marty: 2006–2014
- Willy Gehriger: 2014–2023
- Eva Jaisli: 2023–

Quelle: Archiv für Agrargeschichte

## Publikation
- Das Berghilfe Magazin (ehemals Echo) erscheint seit dem Jahr 1988 4 Mal jährlich in deutscher und französischer Sprache mit einer Gesamtauflage von rund 130 000 Exemplaren.

## Prix Montagne
Der Preis Prix Montagne wird zusammen mit der Schweizerischen Arbeitsgemeinschaft für die Berggebiete (SAB) an Unternehmen vergeben, die im Schweizer Berggebiet vorbildlich zur wirtschaftlichen Vielfalt und zur Beschäftigung beitragen.
Preisträger:
- 2011 Produzenten-Genossenschaft Gran Alpin: Baut im Bündner Berggebiet auf 1000 Meter über Meer Berggetreide an.[6]
- 2012 Erlebniswelt Muotathal: Bietet im Kanton Schwyz naturnahen Erlebnistourismus.[7]
- 2013 Musikdorf Ernen: Organisiert jährlich klassische Konzerte und Veranstaltungen[8]
- 2014 La Cavagne: Verkauft die lokalen Produkte der Produzenten im Val d’Illiez.[9]
- 2015 Haushaltsservice der Urner Bäuerinnen: Übernimmt Haushaltsarbeiten, betreut Kinder und Betagte und bietet Catering an.[10]
- 2016 Gomina: Das Oberwalliser Unternehmen stellt in Niederwald für den internationalen Markt chirurgische Sägen her.[11]
- 2017 Wyssen Avalanche Control AG: Das Unternehmen in Bern gewährleistet Schutz vor Lawinen für Strassen, Eisenbahn und Skipisten.[12]
- 2018 La Conditoria: In der Dorfbäckerei in Sedrun ist die Erfindung von der wohl kleinsten Bündner Nusstorte der Welt entstanden.[13]
- 2019 Geosatis: Das High-Tech-Startup aus dem jurassischen Le Noirmont hat eine elektronische Fussfessel entwickelt.[14]
- 2020 «communicaziun.ch»: Kommunikationsdienstleister aus Ilanz GB.[15]
- 2021 Appenzeller Skimanufaktur Timbaer stellt hochwertige Skis mit patentiertem Holzkern her.[16][17]